# Saint-Paul-de-Vern
Saint-Paul-de-Vern è un comune francese di 196 abitanti situato nel dipartimento del Lot nella regione dell'Occitania.

## Società

### Evoluzione demografica
Abitanti censiti